# Ras il-Wardija
Ras il-Wardija est un site archéologique situé sur la côte ouest de l’île de Gozo, sur le territoire de la commune de San Lawrenz. Il a abrité un temple ou un sanctuaire punique avant d'être réutilisé à l'époque romaine puis sans doute médiévale.

## Le site
Le site est très spectaculaire, sur la côte ouest de Gozo, au sommet d'une vertigineuse falaise d'environ 100m de haut. Il est visible de très loin en mer, et a pu servir d'amer pour les navigateurs antiques.

## Fouille du site
L'essentiel des informations sur le site est issu de campagnes de fouilles menées entre 1964 et 1967 par une mission d'archéologie italienne sous la direction de Catherina Caprino et de Anna Maria Tamassia.
Il est évidemment tentant d'associer le site avec l'un des quatre temples puniques (dont un dédié à Sadambaal et un autre à Astarté) cités sur l'inscription punique retrouvée à Gozo en 1855,, mais il n'a pas été retrouvé de preuves archéologiques pour une telle identification.
Le début de l'occupation du site a été daté de l'âge du bronze en raison de la présence à proximité de sillons dans la pierre de type cart-ruts mais en l'absence cependant de tout objet archéologique exhumé de cette époque. La prudence s'impose donc sur cette datation en raison de controverses sur la datation des cart-ruts que certains historiens ne datent que de l'époque romaine.

## Structures mises à jour

### Le bâtiment
Le sanctuaire rupestre, décrit comme une nymphée, est entièrement creusé à la main, peut-être à partir d'une cavité naturelle préexistante.
Il se compose d'une chambre rectangulaire de 4,67 x 5,80 x 2,10 m, creusée sur un axe de Est-Ouest dans le flanc de la colline et faisant face à la mer et au soleil couchant.
En raison d'un emplacement très exposé à l'érosion éolienne, les murs et le plafond ont largement souffert des intempéries et le sol était rempli d'une épaisse couche de fine poussière formée par la désintégration de la roche très friable.
À l'intérieur étaient creusées cinq niches finement sculptées avec des corniches moulées. Leurs tailles étaient d'environ 1 m de haut sur 50 cm de large.
Il est possible que la cavité rupestre ait été séparée de l'extérieur par un mur naturel, une maçonnerie ou une tenture.
Devant l'entrée se trouvaient de grandes cavité rectangulaires creusées dans le sol rocheux où il a été retrouvé des traces de mortier blanc faisant penser à du travail romain plutôt que punique.

### Les graffitis
Dans la niche du mur sud était profondément gravé dans la roche un graffiti ressemblant à une silhouette humaine stylisée aux bras tendus. Ce dessin a été diversement interprété comme un crucifix, une créature ailée ou la représentation de Tanit,. Le 30 mars 1988, il est constaté la disparition du graffiti en forme de croix, extrait de la paroi de pierre, probablement à l'aide d'un engin pneumatique. Plus de 20 ans plus tard, la police maltaise remet la main sur la sculpture. Le propriétaire de la grotte renonce à ses droits sur le graffiti qui fait désormais partie des collections du musée d'archéologie de Gozo.
D'autres graffitis ont également été repérés entre les niches. Comme pour le premier, la datation de ces gravures rupestres est impossible, elles peuvent être aussi bien puniques que modernes et leur interprétation doit donc être très prudente. Deux dessins en forme de croix pourraient évoquer la présence d'un ermitage médiéval, mais les preuves manquent là-aussi pour être affirmatif.

### Les citernes
À proximité du site, plusieurs citernes ont été mises au jour, une de 37m³ et une plus petite en forme de cloche de 14m³. Ce genre de structure est souvent rencontrée en association avec les temples puniques.

### Les autels
Trois structures en pierre, interprétés comme des autels sont retrouvées, deux à l’intérieur du bâtiment et une à l'extérieur. Elles sont creusées de trous interprétés comme des trous de libation.

### Les tessons de poterie et pièces de monnaie
De nombreux éléments de poterie sont retrouvés, le plus souvent de petite taille et de datation difficile. Les éléments les mieux conservés suggèrent qu'ils appartiennent à l’époque romaine, entre le IIIe et le IIe siècle av. J.-C. Ces tessons ainsi que des pièces de monnaie ont également été retrouvées sur le site mais hors contexte stratigraphique et sans interprétation possible sur l'activité des lieux.

## Le site aujourd'hui
L'abri rocheux a été utilisé durant la Seconde Guerre mondiale pour la défense de l'île.
Le site archéologique fait partie du système de protection Natura 2000
 mais il est aujourd'hui fortement dégradé,. 
Le site est situé sur un terrain privé. Des visites sont parfois organisées.
Comme à Santa Marija Tal-Virtù, des rites sataniques y ont déjà été organisés, dont un rassemblement d'environ 200 personnes.